# Marquixanes
Marquixanes is een gemeente in het Franse departement Pyrénées-Orientales (regio Occitanie) en telt 513 inwoners (2004). De plaats maakt deel uit van het arrondissement Prades.

## Geografie
De oppervlakte van Marquixanes bedraagt 4,8 km², de bevolkingsdichtheid is 106,9 inwoners per km².

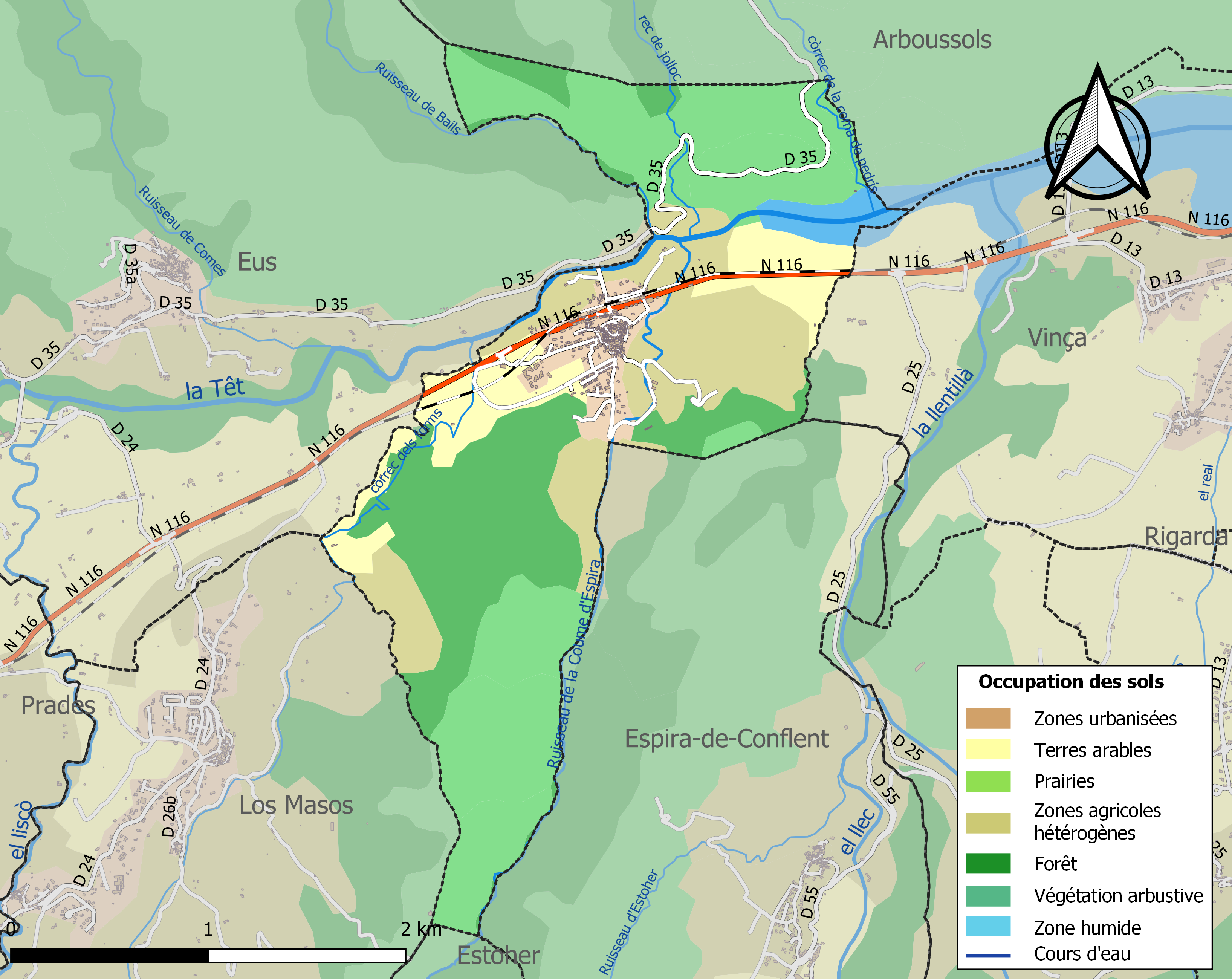
Kaart van de gemeente met de belangrijkste infrastructuur, bodemgebruik en omliggende gemeenten

## Verkeer en vervoer
In de gemeente ligt spoorwegstation Marquixanes.

## Demografie
Onderstaande figuur toont het verloop van het inwonertal (bron: INSEE-tellingen).